# عافية صديقي
عافية صديقي هي امرأة باكستانية لقبت بسيدة تنظيم القاعدة ولدت في يوم 2 مارس 1972 في مدينة كراتشي في باكستان، بعد إكمال دراستها العليا في باكستان إنتقلت إلى تكساس في الولايات المتحدة ونالت شهادة في علم الأعصاب بعدها عادت إلى باكستان واشتبهت بانضمامها إلى تنظيم القاعدة هناك وفي سنة 2008 تمكنت القوات الأمريكية في أفغانستان من اعتقالها وتم ترحيلها إلى الولايات المتحدة وحكم عليها بالسجن ل86 عام لشروعها بجرائم قتل ضد جنود أمريكيين في أفغانستان، وكان تنظيم الدولة الإسلامية (داعش) أعلن عن نيته في وقت سابق بتسليم عافية مقابل تسليمه للصحفي جيمس فولي الذي قتل في شهر أغسطس 2014.